# 湯浅宗弘
湯浅宗弘（ゆあさむねひろ、生没年未詳）は、鎌倉時代の武士、紀伊国在田郡湯浅荘の地頭。通称として弥太郎、太郎、兵衛入道など。湯浅宗重の孫。湯浅宗景の子。湯浅宗良、湯浅宗直、湯浅朝弘の父。
1209年（承元3年）、父から紀伊国在田郡湯浅荘（現在の和歌山県有田郡湯浅町）を継ぐ。1236年（嘉禎2年）、鎌倉幕府の命で湯浅荘内の久米崎王子社を修造したことが知られる。

## 参考資料
- http://www2.harimaya.com/sengoku/html/yuasa_tan.html%5B%5D[リンク切れ]